# Río Buey (Antioquia)
El río Buey es un río colombiano localizado en la subregión del Oriente antioqueño.

## Cuenca
Nace en el municipio de La Unión, producto de la confluencia del río San Miguel y la quebrada San Bartolomé, llegando a recoger numerosas corrientes hídricas como los ríos La Miel de Montebello y el Piedras de La Unión, desemboca en el río Arma entre los municipios de La Pintada y Abejorral; parte de sus aguas son desviadas mediante derivaciones por bombeo desde el municipio de La Ceja hasta el embalse de La Fe en El Retiro, donde son usadas para el abastecimiento humano en el Valle de Aburrá´.

## Turismo
El río Buey tiene un recorrido abrupto, por lo que es uno de los destinos preferidos de esta región del departamento, para practicar deportes extremos, turismo de aventura y observación paisajística. Su geología proporciona caídas de singular atractivo como el Salto del Buey, que se comienza a proyectar como un centro turístico, con la construcción de hoteles, miradores y senderos.